# Saint-Sauveur-d'Aunis
Saint-Sauveur-d'Aunis é uma comuna francesa localizada no departamento de Charente-Maritime na região administrativa da Nova Aquitânia, no sudoeste da França.